# Église Saint-Pierre-et-Saint-Paul de Jagnjilo
Pour les articles homonymes, voir Église Saint-Pierre-et-Saint-Paul.
L'église Saint-Pierre-et-Saint-Paul de Jagnjilo (en serbe cyrillique : Црква Светих апостола Петра и Павла у Јагњилу ; en serbe latin : Crkva Svetih apostola Petra i Pavla u Jagnjilu) est une église orthodoxe serbe située à Jagnjilo sur le territoire de la ville de Belgrade et dans la municipalité de Mladenovac en Serbie. Elle est inscrite sur la liste des monuments culturels protégés de la république de Serbie (identifiant no SK 2048) et sur la liste des biens culturels de la ville de Belgrade.

## Présentation
À l'emplacement de l'église actuelle se trouvait un monastère fondé au XIVe siècle par Vukosav, le père de Crep Vukoslavić ; il a été détruit par Musa Çelebi, le fils du sultan Bajazet Ier. Un nouveau monastère, plus modeste, a été construit à la place de l'ancien vers 1780 dans lequel ont vécu une trentaine de moines ; après l'échec du premier soulèvement serbe contre les Ottomans, il a été détruit de fond en comble. L'église actuelle a été construite sur ses ruines en 1841, grâce au marchand de Jagnjilo Pavle Badžak[réf. nécessaire].
L'église, de forme rectangulaire, est constituée d'une nef unique. Son iconostase a été peinte au XIXe siècle ; l'édifice a été orné de fresques en 1963 et 1964.

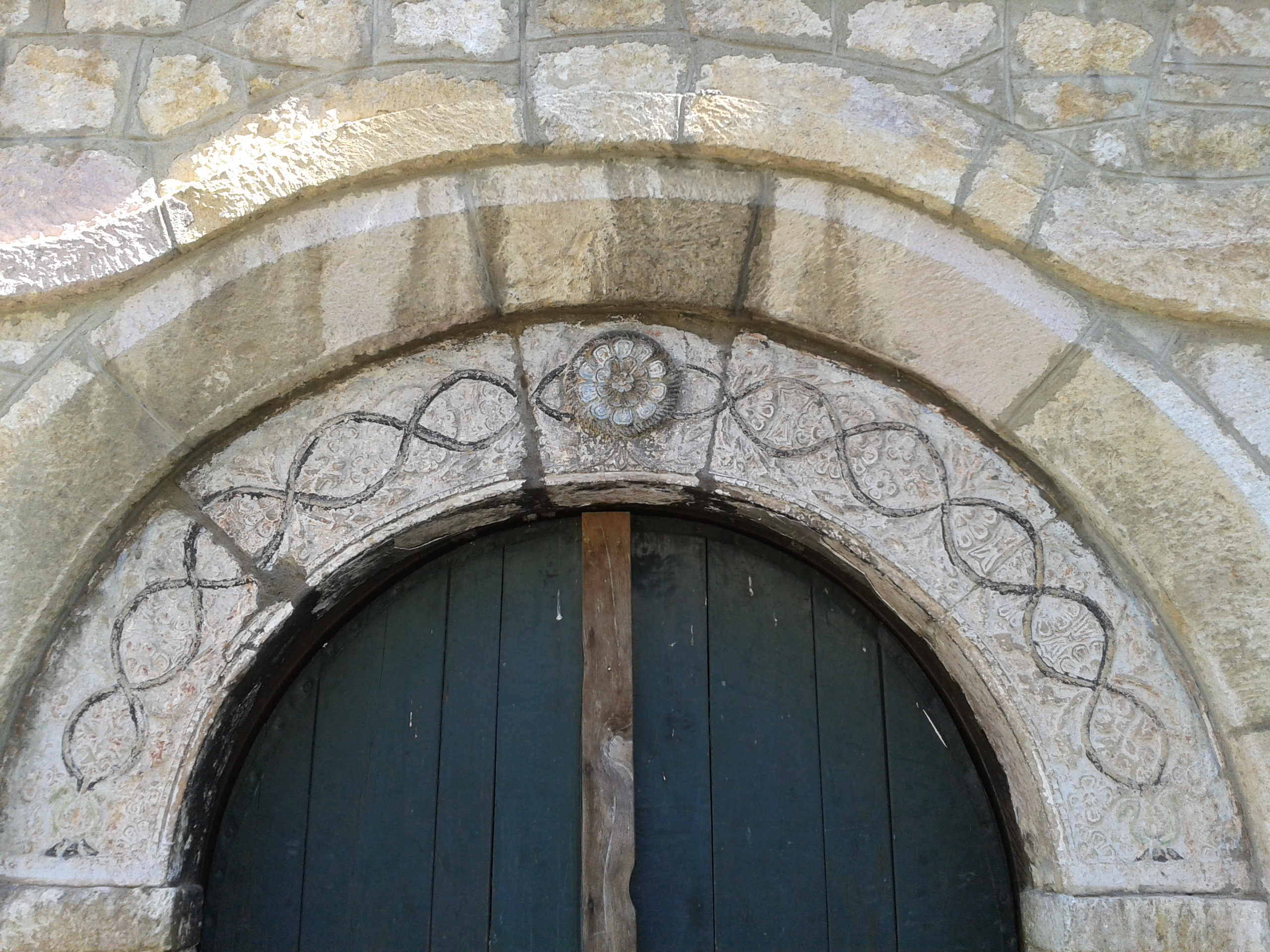
Détail du portail d'entrée de l'église

Les sobrašice situées près de l'église et remontant au XIXe siècle sont également classés ; elles sont les seules constructions de ce type sur le territoire de la ville de Belgrade.